# 9936 Аль-Біруні
9936 Аль-Біруні́ (1986 PN4, 1981 UV12, 9936 Al-Biruni) — астероїд головного поясу, відкритий 8 серпня 1986 року.
Тіссеранів параметр щодо Юпітера — 3,147.